# EuroHockey Club Champions Cup 1987 (Herren, Feld)
Die 14. Austragung des EuroHockey Club Champions Cup (Herren-Feld) fand vom 5. – 8. Juni 1987 im spanischen Terrassa statt.
Mit dem gastgebenden Athlètic Terrassa, dem deutschen HTC Uhlenhorst Mülheim und  Titelverteidiger SV Kampong nahmen drei der acht Teams bereits 1986 teil. Der niederländische Meister HC Bloemendaal sicherte sich zum ersten Mal den Titel durch ein 4:1 n.7-m im Finale gegen Atlètic Terrassa.
Da Titelträger Bloemendaal durch den Gewinn der niederländischen Meisterschaft sich für den EuroHockey Club Champions Cup 1988 qualifizierte, gab es nur einen Absteiger zur B-Division.

## EuroHockey Club Champions Cup
Gruppe A
Freitag, 5. Juni 1987
- Fili Moskau  – SV Kampong  1:2
- La Rasante  – HC Bloemendaal  2:5

Samstag, 6. Juni 1987
- Fili Moskau  – HC Bloemendaal  1:2
- La Rasante  – SV Kampong  1:3

Sonntag, 7. Juni 1987
- Fili Moskau  – La Rasante  4:3
- HC Bloemendaal  – SV Kampong  5:1

| .   |                |      |        |
| Pos | Verein         | Tore | Punkte |
| 1.  | HC Bloemendaal | 12:4 | 6:0    |
| 2.  | SV Kampong     | 6:7  | 4:2    |
| 3.  | Fili Moskau    | 6:7  | 2:4    |
| 4.  | La Rasante     | 6:12 | 0:6    |

Gruppe B
Freitag, 5. Juni 1987
- Menzieshill Hockey Club  – Uhlenhorst Mülheim  0:6
- Atlètic Terrassa  – Grammarians HC  9:0

Samstag, 6. Juni 1987
- Menzieshill Hockey Club  – Grammarians HC  2:2
- Atlètic Terrassa  – Uhlenhorst Mülheim  2:1

Sonntag, 7. Juni 1987
- Menzieshill Hockey Club  – Atlètic Terrassa  1:5
- Grammarians HC  – Uhlenhorst Mülheim  2:9

| .   |                         |      |        |
| Pos | Verein                  | Tore | Punkte |
| 1.  | Atlètic Terrassa        | 16:2 | 6:0    |
| 2.  | Uhlenhorst Mülheim      | 16:4 | 4:2    |
| 3.  | Menzieshill Hockey Club | 3:13 | 1:5    |
| 4.  | Grammarians HC          | 4:20 | 1:5    |

Platzierungsspiele
Montag, 8. Juni 1987
- Spiel um Platz 7: La Rasante  – Grammarians HC  3:1
- Spiel um Platz 5: Fili Moskau  – Menzieshill Hockey Club  4:0
- Spiel um Platz 3: SV Kampong  – Uhlenhorst Mülheim  3:3, 1:4 n.7m
- Finale: HC Bloemendaal  – Atlètic Terrassa  2:2, 4:1 n.7m

Endstand
- 1. HC Bloemendaal  Euro Hockey Club Champions Cup 1987
- 2. Atlètic Terrassa
- 3. Uhlenhorst Mülheim
- 4. SV Kampong
- 5. Fili Moskau
- 6. Menzieshill Hockey Club
- 7. La Rasante
- 8. Grammarians HC  (Abstieg für Gibraltar zur EuroHockey Club Champions Trophy 1988)

## EuroHockey Club Champions Trophy
Die EuroHockey Club Champions Trophy, damals noch unter dem Namen B-Division, fand 1987 in der walisischen Stadt Swansea statt. Sie bildete den Unterbau zum EuroHockey Club Champions Cup. Die Clubs spielten neben dem Titel auch um den Aufstieg ihrer nationalen Verbände für die folgende Europapokalsaison.
Gruppe A
- SV Arminen  – Southgate HC  0:5
- Amiens SC  – HC Eur Rom  2:1

- SV Arminen  – HC Eur Rom  2:2
- Amiens SC  – Southgate HC  0:1

- SV Arminen  – Amiens SC  2:2
- HC Eur Rom  – Southgate HC  0:2

| .   |              |      |        |
| Pos | Verein       | Tore | Punkte |
| 1.  | Southgate HC | 8:0  | 6:0    |
| 2.  | Amiens SC    | 4:4  | 3:3    |
| 3.  | SV Arminen   | 4:9  | 2:4    |
| 4.  | HC Eur Rom   | 3:6  | 1:5    |

Gruppe B
- Swansea HC  – HC Olten  2:2

- Banbridge HC  – Swansea HC  3:0

- HC Olten  – Banbridge HC  3:6

| .   |              |      |        |
| Pos | Verein       | Tore | Punkte |
| 1.  | Banbridge HC | 9:3  | 4:0    |
| 2.  | HC Olten     | 5:8  | 1:3    |
| 3.  | Swansea HC   | 2:5  | 1:3    |

Endstand
- 1. Southgate HC  (Aufstieg für England zum EuroHockey Club Champions Cup 1988)
- 2. Banbridge HC  (Aufstieg für Irland zum EuroHockey Club Champions Cup 1988)
- 3. Amiens SC
- 4. HC Olten
- 5. SV Arminen
- 6. Swansea HC
- 7. HC Eur Rom

## Quelle
- Deutsche Hockey Zeitung Juni 1987